# Federico Halbherr
Federico Halbherr (Rovereto, Imperio austrohúngaro, 15 de febrero de 1857 - Roma, 17 de julio de 1930) fue un arqueólogo y epigrafista italiano, conocido por sus excavaciones en Creta. Un buen amigo contemporáneo y consejero de confianza de Arthur Evans , comenzó a excavar en Phaistos antes de que Evans comenzara a excavar en Knossos . Algunas de sus exploraciones fueron financiadas por el Instituto Arqueológico de América .
Durante todo el tiempo que exploró y excavó en Creta, y fue aceptado como un amigo valioso por los británicos y estadounidenses, Halbherr no era, estrictamente hablando, italiano, sino austríaco. Su ciudad natal, Rovereto, estaba en el lado austriaco de la frontera en lo que hoy es el norte de Italia. La primera educación de Halbherr más allá de la escuela secundaria fue en Viena . Sin embargo, en el fondo era italiano. Pronto se fue a Italia para estudiar con Domenico Comparetti . Fue bajo los auspicios de este último que excavó por primera vez en Creta, para hacerse conocido como arqueólogo italiano. Compartió sus intereses más profundos y también su política con los ciudadanos de habla inglesa. Todos estaban en contra del Imperio Otomano .
Sus actividades en Creta y su aceptación por los angloparlantes llegaron a un final bastante abrupto en 1911 sin intención ni culpa suya. El gobierno italiano desarrolló diseños imperiales en la Tripolitania otomana , en aquellos tiempos diez años antes del surgimiento del fascismo italiano. La guerra ítalo-turca iba a entregar Libia al dominio italiano en 1913 mediante el Tratado de Ouchy , pero mientras tanto, en 1911, poco antes de la llegada de las tropas italianas, Halbherr apareció en Libia.
Una expedición estadounidense de la Universidad de Michigan dirigida por Richard Norton , Director del Instituto Arqueológico de América , comenzó a excavar en Cirene en 1910. En julio y agosto, Halbherr y di Sanctis llegaron para realizar un estudio, aparentemente de sitios arqueológicos, pero quizás con otros motivos. Regresaron a fines de 1911 unos meses antes que las tropas italianas, pero los estadounidenses no lo sabían. Poco después, Herbert Fletcher De Cou, un arqueólogo, fue asesinado a tiros por una emboscada, aparentemente por ser demasiado atrevido con una mujer árabe casada. Los estadounidenses culparon a Halbherr. Ni él ni De Cou estaban de acuerdo con los supuestos motivos. Los estadounidenses se marcharon. Las tropas italianas invadieron. Halbherr los usó para excavar Cyrene. Ya no se confiaba en él en el mundo de habla inglesa. Fue el responsable de extender la ley italiana de que ningún extranjero podía excavar en Italia hasta Libia.
La ciudad natal de Federico estaba en el flanco izquierdo de la línea del frente en la batalla de Vittorio Veneto , 1918. Los italianos invadieron toda el área. La capacidad militar austriaca quedó esencialmente destruida. Rovereto fue otorgado a Italia por el Tratado de Saint-Germain-en-Laye de 1919 . Halbherr no participó en la guerra. En 1928, la mayoría de los arqueólogos italianos eran apasionados fascistas . Parte de la plataforma fue para restaurar las posesiones romanas en Italia, lo que atrajo a los anticuarios. Halbherr sirvió en un comité bajo Dino Grandi para supervisar la arqueología italiana. Se libró de la necesidad de librar una guerra total contra sus antiguos amigos al morir por causas naturales en 1930. Sus amigos no lo olvidaron. Un monumento a él se encuentra en Hagia Triada.